# Muntiacus truongsonensis
Muntiacus truongsonensis — вид парнокопитних ссавців родини оленеві (Cervidae). Він був виявлений в гірському хребті Чионгшон у В'єтнамі в 1997. Це один з найменших видів мунжтака, близько 15 кг, наполовину менший від мунжтака індійського. Він живе у тропічному лісі на висотах 400–1000 метрів, де його невеликий розмір дозволяє йому рухатися через густий підлісок